# Joseph Zobel
Joseph Zobel (* 26. April 1915 in Rivière-Salée, Martinique; † 18. Juni 2006 in Alès, Département Gard) war ein französischer Schriftsteller.

## Leben
Joseph Zobel wurde nach dem Schulabschluss ein Stipendium für Studien in Paris verwehrt. Erst 1957 konnte er im Alter von 42 Jahren Martinique verlassen und ließ sich für die nächsten 21 Jahre als Lehrer und Kulturredakteur in Dakar nieder. 1978 zog er nach Südfrankreich.
Er verfasste mehrere Romane und Kurzgeschichten, in denen es vor allem um soziale Probleme geht. Sein berühmtester Roman La Rue Cases-Negres (verfilmt im Jahr 1982 von Euzhan Palcy) ist eine Erzählung über einen Jungen, der von seiner Großmutter in Martinique erzogen wird, wo es zwar keine Sklaverei mehr, aber immer noch viele Plantagen gibt.

## Werke

### Romane
- 1946: Les Jours immobiles (Fort-de-France: Imprimerie officielle)
- 1947: Diab’-là (Paris: Nouvelles Éditions Latines)
- 1950: La Rue Cases-Nègres (Paris: J. Froissard; Présence africaine)
- 1952: La Fête à Paris (Paris: La Table Ronde)
- 1978: Les Mains pleines d’oiseaux (Paris: Nouvelles Éditions Latines)
- 1979: Quand la neige aura fondu (Paris: Nouvelles Éditions Latines)

### Erzählungen
- 1946/1978/1996: Laghia de la Mort (Fort-de-France: Imprimerie Officielle / Paris: Présence Africaine)
- 1964/1984: Le Soleil Partagé (Paris: Présence Africaine)
- 1982: Et si la mer n’était pas bleue (Paris: Éditions caribéennes)
- 1983: Mas Badara (Paris: Nouvelles Éditions Latines)
- 2002: Gertal et autres Nouvelles – Suivi de Journal 1946–2002 (Matoury: Ibis Rouge Éditions)

### Gedichte
- Le Soleil m’a dit. Œuvre poétique (Matoury: Ibis Rouge Éditions)